# Römisch-katholische Kirche in Syrien
Die Römisch-katholische Kirche in Syrien ist Teil der weltweiten römisch-katholischen Kirche.

## Überblick
Die lateinische Kirche in Syrien (Apostolisches Vikariat Aleppo) zählt nur etwa 13.000 Mitglieder (Stand 2017), vorwiegend ausländischer Herkunft. Daneben sind aber mehrere mit Rom unierte Kirchen in Syrien tätig:
- Die Melkitische Griechisch-katholische Kirche (auch Melkitische Kirche) stellt die größte katholische Gruppe sowie die drittgrößte christliche Gruppe in Syrien. Der Patriarch residiert in Damaskus.
- Die Syrisch-katholische Kirche besteht aus vier Erzeparchien.
- Die Syrisch-Maronitische Kirche von Antiochien (auch Maronitische Kirche) besteht aus drei Erzeparchien.
- Die Armenisch-katholische Kirche besteht aus drei Eparchien.
- Der Eparch der Chaldäisch-katholischen Kirche residiert in Aleppo.

Der Heilige Stuhl und Syrien unterhalten volle diplomatische Beziehungen. Apostolischer Nuntius ist seit 30. Dezember 2008 Erzbischof Mario Zenari.

## Gliederung
Lateinische Kirche
- Apostolisches Vikariat Aleppo

Armenisch-katholische Kirche
- Immediat: Erzeparchie Aleppo, Patriarchal-Exarchat Damaskus
- Eparchie Kamichlié (Suffragandiözese des Patriarchat von Kilikien)

Chaldäisch-katholische Kirche
- Eparchie Aleppo

Melkitische Griechisch-katholische Kirche
- Patriarchat von Antiochien: Erzeparchie Damaskus
- Erzeparchie Aleppo
- Erzeparchie Bosra und Hauran
- Erzeparchie Homs
- Immediat: Erzeparchie Latakia

Syrisch-katholische Kirche
- Erzeparchie Damaskus
- Erzeparchie Homs
- Immediat: Erzeparchie Aleppo, Erzeparchie Hassaké-Nisibi

Syrisch-Maronitische Kirche von Antiochien
- Erzeparchie Aleppo
- Erzeparchie Damaskus
- Eparchie Latakia